# Labeo boulengeri
Labeo boulengeri és una espècie de peix cipriniforme de la família dels ciprínids.

## Morfologia
Els mascles poden assolir els 22,5 cm de longitud total.

## Distribució geogràfica
Es troba a Àfrica: Etiòpia.